# Подруги (фільм, 1935)
«Подруги» — радянський повнометражний чорно-білий художній фільм, поставлений на кіностудії «Ленфільм» в 1935 році режисером Львом Арнштамом. Прем'єра фільму в СРСР відбулася 19 лютого 1936 року.

## Сюжет
Подруги дитинства Зоя, Наташа і Ася живуть в Петрограді. До початку громадянської війни юні героїні усвідомлюють соціальну несправедливість життя. Коли починається війна, дівчата записуються санітарками робітничого загону, щоб захистити більшовицький Петроград від наступу білих.

## У ролях
- Зоя Федорова —  Зоя
- Ірина Зарубіна —  Наташа
- Яніна Жеймо —  Ася (Ґудзик)
- Борис Чирков —  Сенька / старий в пивній
- Борис Бабочкін —  Андрій
- Борис Пославський —  Силич
- Віра Попова —  Наталія, мати Зої
- Марія Блюменталь-Тамаріна —  Фьокла Петрівна
- Іда Антипова —  Зоя
- Дагмара Папе —  Наташа
- М. Марков —  Сенька
- Костянтин Адашевський —  пристав
- Володимир Сладкопєвцев —  відвідувач корчми
- Степан Каюків —  шинкар
- Микола Черкасов —  Сергій Тимофійович, білий офіцер
- Василь Топорков —  городовий
- Борис Блінов —  поранений комісар
- Степан Крилов —  машиніст
- Павло Волков —  робітник в шинку
- Павло Суханов —  білогвардієць
- Петро Алейников —  поранений
- Серафима Бірман —  епізод
- Володимир Лукін —  робітник в шинку
- Андрій Лаврентьєв —  відвідувач корчми
- Василь Меркур'єв —  листоноша
- Юхим Альтус —  поранений

## Знімальна група
- Робота першої кіномайстерні під художнім керівництвом режисера Сергія Юткевича
- Сценарій — Лев Арнштам, Раїса Васильєва
- Режисер-постановник — Лев Арнштам
- Оператори — Володимир Рапопорт, Аркадій Шафран
- Художник — Мойсей Левін
- Музика — Дмитро Шостакович
- Звукооператори — Іван Дмитрієв, Ілля Вовк
- Монтаж — Тонка Тальді
- Асистент режисера — Віктор Ейсимонт
- Директор виробництва — А. Горський
- Асистент оператора — Г. Максимов
- Асистент художника — Шеллі Биховська
- Асистент звукооператора — В. Колпинський
- Начальник бригади — М. Спесівцев
- Художній керівник студії — Адріан Піотровський